# Gerrit de Jager
Gerrit de Jager (Amsterdam, 2 september 1954) is een Nederlands striptekenaar, vooral bekend om De familie Doorzon en Roel en zijn beestenboel.

## Biografie
Samen met Wim Stevenhagen studeerde De Jager aan de Rietveld Academie in Amsterdam. In het alternatieve magazine De Vrije Balloen publiceerden ze samen onder het pseudoniem "Prutswerk". Samen schreven ze verschillende series zoals "De familie Doorzon", "Roel en zijn beestenboel" en "Bert J. Prulleman". In 1979 werd hun eerste album "De ironische man" (eerste en enige deel in de reeks "Han Gewetensvim") uitgegeven bij uitgeverij Espee van Ger van Wulften. In 1980 verscheen het eerste album van "De familie Doorzon". Dit album heeft de Stripschappenning gewonnen.
In 1984 stopte de samenwerking met Stevenhagen en ging De Jager alleen verder met "De familie Doorzon" en "Roel en zijn beestenboel". Deze eerstgenoemde strip was het grootste en belangrijkste succes van de uitgeverij Espee. Er waren al plannen voor een animatiefilm van "De familie Doorzon", waar al tien minuten van klaar waren. Een conflict tussen Van Wulften en De Jager leidde in 1985 tot een breuk tussen de uitgever en zijn sterauteur. Dit betekende het faillissement van de uitgeverij.
In 1987 won Gerrit de Jager de Stripschapprijs en dit, volgens de jury, voor zijn "veelzijdige, herkenbare en omvangrijke werk".
Begin jaren 90 maakte De Jager een uitstapje naar televisie, aanvankelijk als tekstschrijver en animator bij Verona van het duo Henk Spaan en Harry Vermeegen (De Jager had al in 1987 enkele tekeningen gemaakt voor de videoclip van het satirisch rapnummer Koud Hè? van hetzelfde duo) en later als schrijver van de sitcom De Vereenigde Algemeene. In 1993 nodigde Teleac-regisseur Hans Claessen hem en Theo Uittenbogaard uit een cursus 'milieu-vriendelijk huishouden' te bedenken, die niet op een cursus moest lijken. De Jager, Claessen en Uittenbogaard schreven een 12-delige comedy met in de hoofdrollen Michiel Romeyn en John Buijsman, waarvoor hij de namen en de titel verzon Hoeksteen & Groenstrook, en die gespeeld werd in stripboek-achtig decor. De Jager verzorgde ook de illustraties in het begeleidende boek. Hij verkeerde na afloop in blinde woede toen hij ontdekte dat Teleac de comedy niet alleen rond middernacht programmeerde, maar het ook nog een 'cursus' noemde met de titel "Consument & Milieu". De kijkcijfers waren dan ook laag. Teleac besloot hierop humor te mijden. De doe-het-zelf winkelketen Gamma spon er garen bij, want het begon een reclamecampagne met eveneens twee kibbelende buurmannen, geheel geïnspireerd op de heren Hoeksteen & Groenstrook - sterker nog: een van de acteurs was John Buijsman.
Tussen augustus 2010 en 22 april 2015 leverde De Jager onder andere de dagelijkse cartoon op de website NU.nl.
In 2013 werd de autobiografische striproman "Door zonder familie" uitgegeven door uitgeverij Oog & Blik, waarin De Jager zijn leven in het Amsterdam van de jaren tachtig tekent en beschrijft.

## Series
- De familie Doorzon (voor Het Parool en Nieuwe Revu)
- Bert J. Prulleman
- Bob de beer
- Bokkies voor Bokkies
- Eva en Adam
- Han Gewetensvim
- John (voor Algemeen Dagblad)
- Krijter (voor Hard gras)
- Liefde en geluk
- Mik (voor Margriet)
- Prut Pruts Private Kreye
- Roel en zijn beestenboel
- Sneek
- Zusje (voor Trouw)
- Toon Ladder

- Bibliothèque nationale de France: cb12056657j (data)
- Gemeinsame Normdatei: 1111808821
- International Standard Name Identifier: 0000 0000 5336 8248
- Library of Congress Control Number: nr2003010349
- Nederlandse Thesaurus van Auteursnamen: 068886225
- RKD-Nederlands Instituut voor Kunstgeschiedenis: 41531
- Système universitaire de documentation: 224332236
- Virtual International Authority File: 59103284
- WorldCat: E39PBJth7dvCqCKcWYqRBTgh73